# Jüdischer Friedhof (Dieren)

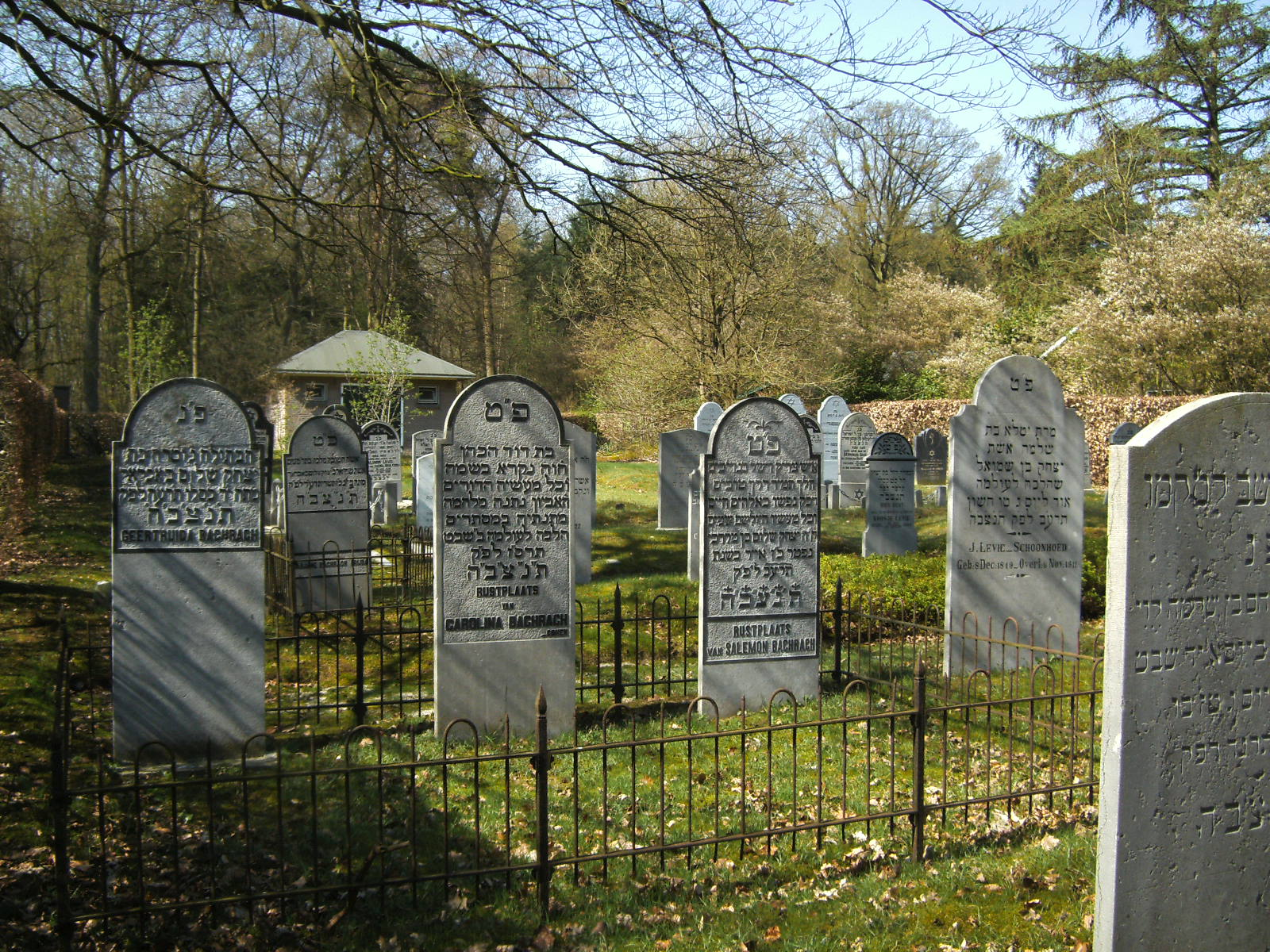
Jüdischer Friedhof Dieren

Der Jüdische Friedhof von Dieren in der Gemeinde Rheden in der Provinz Gelderland (Niederlande) wurde im Jahr 1892 von der örtlichen jüdischen Gemeindeleitung gestiftet.
Eine Fläche von 1250 m² in der Nähe von „Goudakkers“ (Goldäcker) wurde von der Bauernschaft von Dieren gekauft. Im Jahr 1925 wurde ein jüdisches Leichenhaus aus Stein erbaut.
Der Friedhof ist im Jahr 2010 am Rand eines Wohngebietes zwischen der Alphons Diepenbrocklaan und der Bernhard Zweerslaan gelegen und wird seit 1950 von der Gemeinde Rheden unterhalten.

## Gräber
Auf dem Friedhof stehen 41 Grabplatten und 23 steinerne Grabsäulen. An zwei Stellen sind jüdische Bücher begraben, die aufgrund von religiösen Vorschriften nicht vernichtet werden durften. Von den 62 Gräbern sind 28 Kindergräber, die meisten davon stammen aus der Zeit vor 1915.
Mittels einer Lageskizze aus dem Jahre 1943, die vermutlich durch den letzten Chasan von Dieren, Abraham van Baaren, erstellt worden war, sowie anderer später aufgefundener Daten, konnte eine Übersicht der Bestattungen zusammengestellt werden. 
Die letzte Beerdigung fand 1986 statt.

## Juden in Dieren
Die erste Erwähnung eines Juden in Dieren datiert von einem Schriftstück aus dem Jahre 1713. Erst um das 1870 sind jüdische Gottesdienste in einer Synagoge überliefert. Zu dieser Zeit lebten in der Gemeinde Rheden etwa 50 Juden. Bis 1882 lag Dieren im Zuständigkeitsbereich der Synagoge von Doesburg, wurde jedoch in diesem Jahr durch die Niederländische Israelitische Kirchengemeinschaft als eigenständige Gemeinde anerkannt. 
Eine eigene neu gebaute Synagoge mit Mikwe und Schullokal wurde im Jahr 1884 an der Spoorstraat eröffnet. Diese Synagoge wurde 1943 durch Anhänger der NSB geplündert und schwer beschädigt. Nach dem Zweiten Weltkrieg wurde die jüdische Gemeinde nicht neu errichtet. Das Gebäude der ehemaligen Synagoge „Sjoel“ wurde unter anderem als Räucherkammer eines Metzgers, Minitheater und Kirchenraum einer christlichen Gemeinde genutzt. 
Am 7. März 2010 wurde die „Sjoel“ von Dieren doch wieder als Synagoge eingeweiht und anschließend von der liberalen Jüdischen Gemeinde Gelderland in Gebrauch genommen worden.